# Pallacanestro ai Giochi della XXII Olimpiade
Il torneo di pallacanestro ai Giochi della XXII Olimpiade si disputò a Mosca dal 20 al 30 luglio 1980.
Il torneo maschile fu vinto dalla Jugoslavia, quello femminile dall'Unione Sovietica. Gli Stati Uniti e altre nazioni non parteciparono alla manifestazione, poiché boicottarono i Giochi in seguito all'invasione sovietica dell'Afghanistan.

## Sedi delle partite
| Fase                        | Città | Impianto                 |
| --------------------------- | ----- | ------------------------ |
| Torneo maschile e femminile | Mosca | Olimpijskij              |
| Torneo maschile e femminile | Mosca | Palazzo dello Sport CSKA |

## Squadre partecipanti

### Torneo maschile
In seguito alla decisione (presa nell'aprile 1980) degli Stati Uniti di boicottare i Giochi di Mosca per protesta contro l'invasione sovietica dell'Afghanistan, altre nazioni seguirono la protesta statunitense. Anche Cina, Giappone, Filippine e Corea del Sud (che avevano diritto a partecipare in virtù del piazzamento ai Campionati Asiatici 1979, decisero di rinunciare.
La nazionale degli Stati Uniti fu sostituita dalla Svezia; venne inoltre scelta l'India come rappresentante asiatica, in virtù del 5º posto ai Campionati Asiatici 1979.
Si qualificarono tramite il Torneo Europeo di Qualificazione: Cecoslovacchia, Italia e Spagna. 
Le rinunce di Canada e Argentina, rispettivamente seconda e terza al Torneo Americano di Qualificazione), portò al ripescaggio di Brasile e Cuba. Anche Porto Rico, vincitrice del Torneo, decise di boicottare a ridosso dell'inizio dei giochi, e venne sostituita dalla Polonia.
Parteciparono di diritto Australia e Senegal, vincitrici rispettivamente dell'Oceania Championship 1979 e dei Campionati Africani 1980.
Paese ospitante
- Unione Sovietica

Ammessa tramite le Olimpiadi 1976
- Jugoslavia

Ammessa in sostituzione degli Stati Uniti
- Svezia

Ammessa tramite i Campionati asiatici 1979
- India

Vincitrice dell'Oceania Championship 1979
- Australia

Vincitrice dei Campionati Africani 1980
- Senegal

Ammesse tramite il Torneo americano
- Brasile
- Cuba

Ammesse tramite il Torneo europeo
- Cecoslovacchia
- Italia
- Spagna

Ammessa per la rinuncia di Porto Rico:
- Polonia

### Torneo femminile
Le squadre partecipanti alla seconda edizione femminile dei Giochi furono 6. L'Unione Sovietica partecipò di diritto in quanto paese ospitante; i rimanenti 5 posti furono assegnati tramite il Torneo Pre-Olimpico disputato a Varna dal 5 al 12 maggio 1980, e cui si iscrissero 22 squadre. Si qualificarono: Stati Uniti, Bulgaria, Cuba, Jugoslavia e Italia. In seguito alla rinuncia statunitense, fu ripescata l'Ungheria.

## Podi
| Evento           | Oro              | Argento  | Bronzo           |
| Torneo maschile  | Jugoslavia       | Italia   | Unione Sovietica |
| Torneo femminile | Unione Sovietica | Bulgaria | Jugoslavia       |